# Slovačko Rudogorje
Slovačko Rudogorje (slovački: Slovenské rudohorie, mađarski: Gömör-Szepesi-érchegység, njemački: Slowakisches Erzgebirge) prostrana je planinska regija u Slovačkoj unutar Karpata, ujedno i najveća planina u Slovačkoj. U geomorfološkim sustava Slovačko Rudogorje spada u zapadne Karpate.
Planina se na zapadu pruža do Zvolena, Košica na istoku, na sjeveru do rijeka Hron i Hornád te do Košicke i Juhoslovenske kotline na jugu.

## Rijeke
Rijeke koje izviru na Slovačkom Rudogorju:
- Hron
- Rimava
- Ipeľ
- Šajo
- Bodva
- Hnilec

## Karakteristike
- Najviši vrh: Stolica, 1476 m
- Dužina: cca. 140 km
- Širina: cca. 40 km
- Površina: cca. 4.000 km²

Zahvaljujući raznolikoj geološkoj strukturi Slovačko Rudogorje u prošlosti je bilo važan rudarski kraj u Slovačkoj, posebno od 14. do 19. stoljeća.

## Ostali projekti
|  | Zajednički poslužitelj ima još gradiva o temi Slovačko Rudogorje |